# Сила трёх
Сила трёх е трети и последен студиен албум на руската поп-група Серебро. Издаден е на 27 май 2016 г. от Monolit Records.
Записан е между 2013 и 2016 г. Всички песни по-рано са пускани като сингли.

## Обща информация
Информация, че Серебро ще издаде трети студиен албум, се появява в края на август 2015 г. На 30 октомври 2015 г., като част от самостоятелен концерт в московския клуб „Известия Hall“, се състои презентация на нов албум. По-късно „925“, както трябва да се казва албума, е отложен, след като техният студиен твърд диск е откраднат.
От 27 април 2016 г. е налична предварителна заявка за предстоящия албум в онлайн магазина iTunes Store, наречен „Сила трёх“. Дискът включва 16 песни, повечето от които са излизали като сингли. Песните „Мало тебя“ и „Я тебя не отдам“ достигат топ 5 на основната класация Tophit, а „Mi Mi Mi“ придобива популярност на международния музикален пазар. Албумът също включва съвместен сингъл с руския музикант DJ M.E.G. „Угар“, а песента „Blood Diamond“ е записан с холандския дует Yellow Claw.
Целият албум е записан в състав Олга Серябкина, Полина Фаворская и Дария Шашина. Песента „Chocolate“ е единствената песен записана с участието на Екатерина Кищук, заменила Шашина след напускането ѝ на Серебро. „My Money“ е солова песен на Олга Серябкина като част от соло проекта Molly.

## Състав
- Олга Серябкина – вокали, текстове
- Дария Шашина – вокали
- Полина Фаворская – вокали

## Песни
| 1.      | Мало тебя                      | Олга Серябкина, Максим Фадеев   | Максим Фадеев                                                                       | 3:45 |
| 2.      | Kiss                           | Серябкина                       | Фадеев                                                                              | 3:26 |
| 3.      | Mi Mi Mi                       | Серябкина, Фадеев               | Фадеев                                                                              | 3:13 |
| 4.      | Перепутала                     | Серябкина, Фадеев               | Фадеев                                                                              | 3:35 |
| 5.      | Chocolate (европейска версия)  | Серябкина                       | Фадеев                                                                              | 3:33 |
| 6.      | My Money (соло песен на Molly) | Серябкина                       | Фадеев                                                                              | 3:49 |
| 7.      | Sexy Ass                       | Серябкина                       | Фадеев                                                                              | 3:41 |
| 8.      | Blood Diamond (с Yellow Claw)  | Eyelar Mirzazadeh, Thom Bridges | Leonardo Roelandschap, Jim Taihuttu, Nils Rondhuis, Max Oude Weernink, Thom Bridges | 3:10 |
| 9.      | Не надо больнее                | Серябкина, Фадеев               | Фадеев                                                                              | 4:30 |
| 10.     | See You Again                  | Серябкина                       | Даниил Бабичев                                                                      | 4:07 |
| 11.     | Отпусти меня                   | Серябкина, Фадеев               | Фадеев                                                                              | 3:52 |
| 12.     | Get Lost with Me               | Серябкина                       | Бабичев                                                                             | 3:53 |
| 13.     | Я тебя не отдам                | Серябкина, Фадеев               | Фадеев                                                                              | 4:11 |
| 14.     | Storm                          | Серябкина                       | Бабичев                                                                             | 4:16 |
| 15.     | Угар (с DJ M.E.G.)             | Серябкина                       | Едуард Магаев, Фадеев                                                               | 3:40 |
| 16.     | My Money (ремикс)              | Серябкина                       | Фадеев                                                                              | 3:41 |
| 1:00:30 |                                |                                 |                                                                                     |      |

- В международното издание на албума отсъстват песните „Kiss“, „Mi Mi Mi“ и „Chocolate“, както и двете версии на „My Money“.

## Отзиви
Алексей Мажаев от агенция „InterMedia“ нарича новия албум сбор от „постижения и искания“, „в последните три години“, тъй като повечето от песните са сингли. Песента „Chocolate“, казва той, „не е твърде ярка“, защото според него в нея „е трудно да се докаже и нова вокалистка и бивша“.

## Позиции в класациите
| Класация (2016)      | Най-добра позиция |
| -------------------- | ----------------- |
| Русия (iTunes)       | 1                 |
| Испания (iTunes)     | 49                |
| Беларус (iTunes)     | 22                |
| Азербайджан (iTunes) | 5                 |
| Естония (iTunes)     | 36                |
| Украйна (iTunes)     | 1                 |